# Piros galambgomba
A piros galambgomba vagy rózsás galambgomba (Russula lepida) az Agaricomycetes osztályának galambgomba-alkatúak (Russulales) rendjébe, ezen belül a galambgombafélék (Russulaceae) családjába tartozó faj. Európa erdeinek egyik gyakori ehető gombafajtája.

## Megjelenése

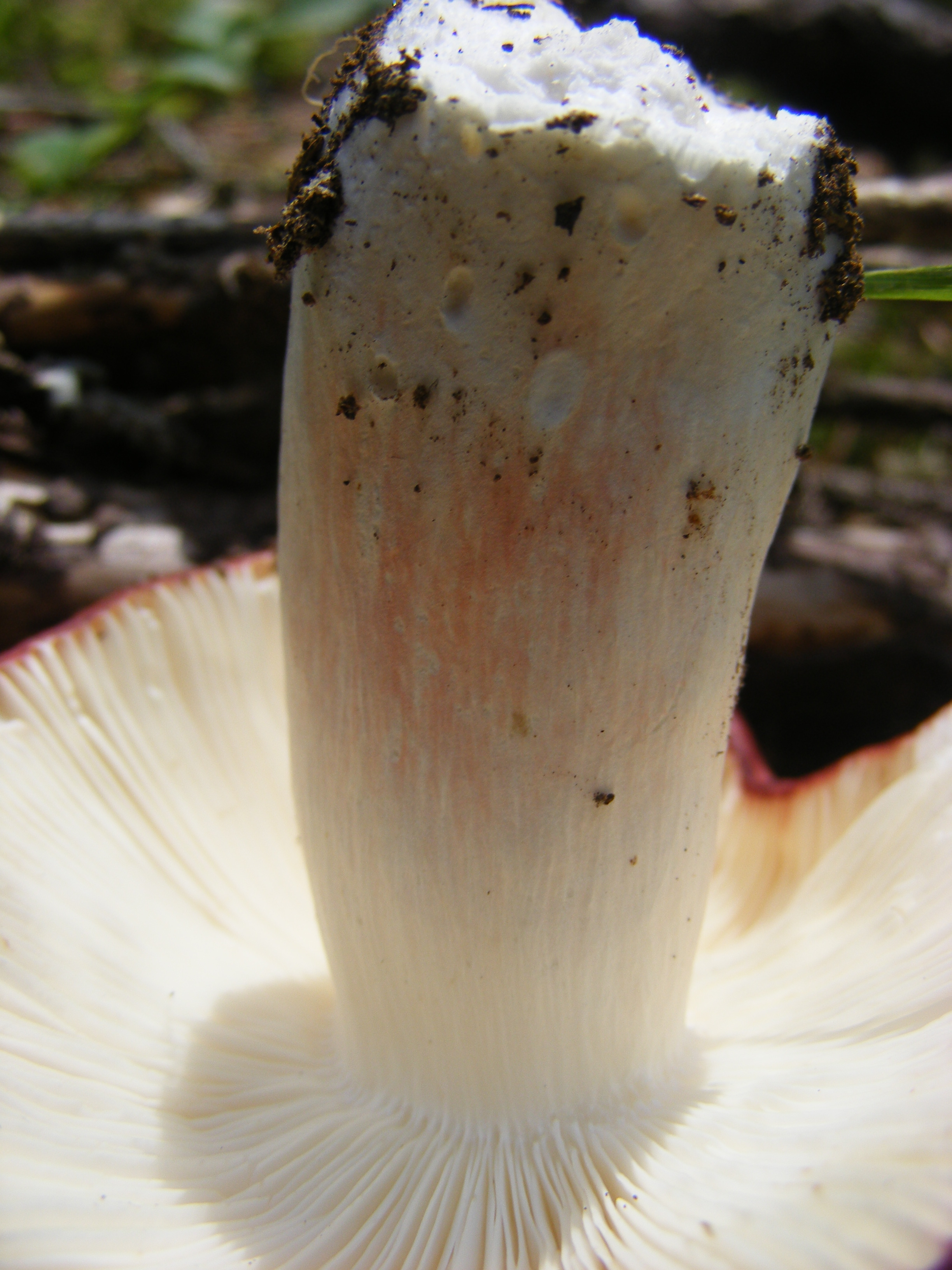
Piros galambgomba tönkje

Főleg lomberdők talaján terem általában egyesével, de neki megfelelő időjárás esetén tömegesen terem. Kalapja élénkpiros, fakópiros, néhol esetleg fehér foltokkal. Lemezei sűrűn állók, krémszínűek. Tönkje oszlopszerű, tömör, fehér, de gyakran rózsaszín árnyalattal. Jellemző magassága 3 – 10 cm.
Húsa nagyon kemény, pattanva törő, nyersen íze leginkább a ceruzáéra emlékeztet.

## Összetéveszthetősége
Könnyen összetéveszthető a hánytató galambgombával (Russula emetica), amely enyhén mérgező, hányást, hasmenést okoz. Ettől azonban megkülönbözteti nagyon kemény húsa, rózsaszínnel futtatott tönkje és jellegzetes ceruza-íze (A hánytató galambgomba nyersen megkóstolva csípős ízű).